# خوان فيلاسكو ألفارادو
خوان فيلاسكو ألفارادو (بالإسبانية: Juan Velasco Alvarado) (و. 1910 – 1977 م) هو سياسي، وضابط من بيرو .
تولى منصب رئيس بيرو (1968-10-03–1975-08-29) . ويحمل رتبة عسكرية فريق أول .

## التعليم
تعلم في مدرسة الأمريكيتين.

## روابط خارجية
- خوان فيلاسكو ألفارادو على موقع الموسوعة البريطانية (الإنجليزية)
- خوان فيلاسكو ألفارادو على موقع مونزينجر (الألمانية)